# Eurythyrea
Eurythyrea è un genere di coleotteri della famiglia Buprestidae.

## Tassonomia
- Eurythyrea aurata (Pallas, 1776)
- Eurythyrea austriaca (Linnaeus, 1767)
- Eurythyrea bilyi Weidlich, 1987
- Eurythyrea eao Semenov, 1895
- Eurythyrea fastidiosa (Rossi, 1790)
- Eurythyrea grandis Deichmuller, 1886
- Eurythyrea longipennis Heer, 1847
- Eurythyrea micans (Fabricius, 1793)
- Eurythyrea oxiana Semenov, 1895
- Eurythyrea quercus (Herbst, 1780)
- Eurythyrea tenuistriata Lewis, 1893